# Hedysarum boreale
Espèce
Hedysarum boreale, le Sainfoin boréal, est une espèce de plantes à fleurs dicotylédones de la famille des Fabaceae, sous-famille des Faboideae, originaire d'Amérique du Nord et d'Asie du Nord. 
Elle est citée dans le livre de Jon Krakauer Into the Wild et dans le film de Sean Penn Into the Wild en tant que plante toxique. Ce film, basé sur une histoire vraie, voit le héros en consommer après l'avoir confondue avec une autre plante de la même famille dénommée Hedysarum alpinum, laquelle est, en revanche, parfaitement comestible.

## Distribution et habitat
L'aire de répartition de Hedysarum boreale s'étend d'une part en Asie du Nord-Est (péninsule de Kamtchatka et nord-est de la Sibérie) et d'autre part dans les régions septentrionales de l'Amérique du Nord, comprenant l'Alaska et le Canada, jusqu'à l'Arizona et le nord du Texas, à l'exception de l'est des États-Unis et de la Californie. Dans toute l'aire de répartition, il existe deux sous-espèces :
Hedysarum boreale subsp. mackeziei se rencontre dans les régions arctiques d'Amérique (jusqu'au nord de l'Oregon) et d'Asie, tandis que Hedysarum boreale subsp. gremiale se rencontre dans l'Utah,.
C'est une plante qui pousse dans la prairie et la toundra, dans les formations arbustives et à l'orée des forêts, jusqu'à 2400 mètres d'altitude. Elle préfère les sols lourds et sableux.

## Taxinomie
L'espèce Hedysarum boreale a été décrite par le botaniste anglais, Thomas Nuttall, et publiée en 1818 dans The Genera of North American Plants 2: 110.

### Synonymes
Selon Aiken et al. (2011) :
- Hedysarum americanum var. mackenziei (Richardson) Britton, 1894
- Hedysarum boreale subsp. mackenziei (Richardson) Á. Löve & D. Löve, 1982 (nom. illeg.)
- Hedysarum boreale Nutt., 1818
- Hedysarium mackenzii Richardson, 1823
- Hedysarum mackenziei var. pabulare (A. Nelson) Polunin, 1940

### Liste des sous-espèces et variétés
Selon GBIF (11 juin 2021) :
- Hedysarum boreale subsp. boreale
- Hedysarum boreale subsp. dasycarpum (Turcz.) D.F.Murray & Elven
- Hedysarum boreale subsp. mackenziei (Richardson) S.L.Welsh
- Hedysarum boreale subsp. mackenzii (Richardson) S.L.Welsh, le Sainfoin de Mackenzie[8]
- Hedysarum pabulare var. pabulare
- Hedysarum pabulare var. rivulare L.G.Williams, 1934